# Кемпиці (Мазовецьке воєводство)
Кемпиці (пол. Kępice) — село в Польщі, у гміні Сецехув Козеницького повіту Мазовецького воєводства.
Населення — 210 осіб (2011).
У 1975-1998 роках село належало до Радомського воєводства.

## Демографія
Демографічна структура станом на 31 березня 2011 року:
|          | Загалом | Допрацездатний вік | Працездатний вік | Постпрацездатний вік |
| -------- | ------- | ------------------ | ---------------- | -------------------- |
| Чоловіки | 98      | 15                 | 68               | 15                   |
| Жінки    | 112     | 24                 | 62               | 26                   |
| Разом    | 210     | 39                 | 130              | 41                   |